# Tiefenbach (Landshut)
Tiefenbach è un comune tedesco di 3 583 abitanti, situato nel land della Baviera.